# Fondation Maeght

Die Fondation Maeght in Saint-Paul de Vence

Die Fondation Marguerite et Aimé Maeght ist ein privates Museum mit Skulpturengarten und Ausstellungsveranstalter für moderne und zeitgenössische Kunst bei Saint-Paul-de-Vence auf dem Hügel La Colline des Gardettes, etwa 25 km von Nizza entfernt. 

## Beschreibung
Das Ehepaar Marguerite und Aimé Maeght gründete die Stiftung 1964, um einen Teil seiner Sammlung dort auszustellen. Der katalanische Architekt Josep Lluís Sert schuf in Zusammenarbeit mit Künstlern wie Joan Miró und Georges Braque ein Gebäudeensemble, bestehend aus zwei Häusern, getrennt durch einen Hof, sowie aus der kleinen Kapelle St. Bernard, die an den 1953 früh verstorbenen Sohn Bernard erinnert. Das Ensemble fügt sich harmonisch in die mediterrane Landschaft ein. Die Eröffnung erfolgte am 28. Juli 1964 durch den damaligen Kulturminister Frankreichs, André Malraux.

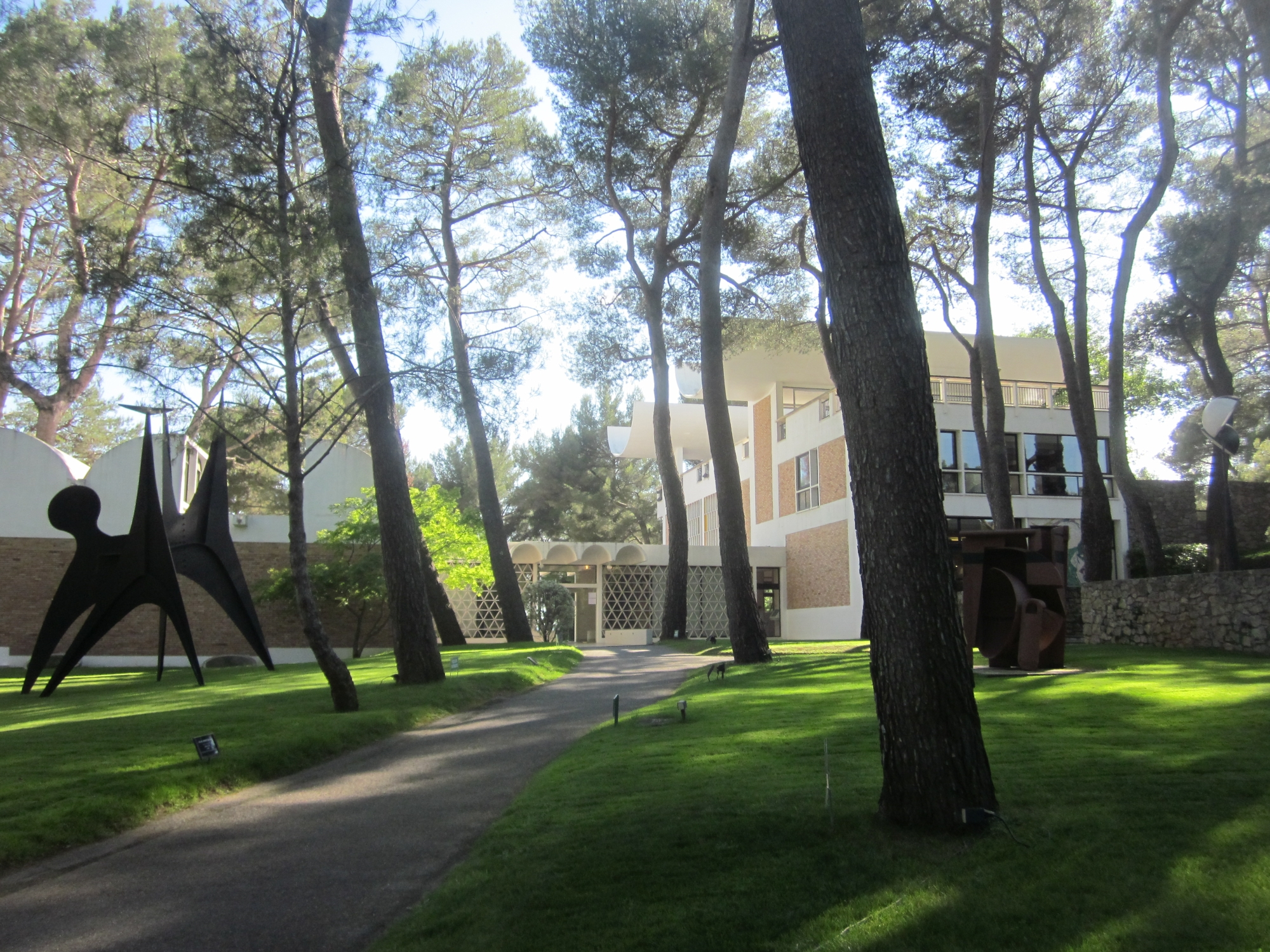
Blick vom Skulpturengarten auf das Museum;
links eine Skulptur von Alexander Calder

Neben der Sammlung moderner Gemälde stehen in den Gärten der Fondation Maeght viele Skulpturen, Plastiken, Installationen und Mosaike zeitgenössischen Künstler, wie beispielsweise das Labyrinth, eine Keramikwand und Plastiken von Miró. Vom Café aus schaut man auf den Hof mit den typisch langgestreckten Figuren von Alberto Giacometti. Das Interior des „Café Diego“ wurde von seinem Bruder Diego Giacometti entworfen. Braque schuf das Wasserbecken für einen Innenhof; auf dem Boden sieht man aus Mosaiksteinen in verschiedenen Blautönen geformte Fische. Pierre Tal-Coat schuf eine Mosaikwand in Grautönen auf einer Gartenmauer. Die Kapelle enthält Glasfenster von Braque und Raoul Ubac.
Die Stiftung besitzt eine beeindruckende Anzahl von Meisterwerken, darunter befinden sich 50 Skulpturen von Alberto Giacometti, 150 Werke von Joan Miró sowie Werke von Pierre Bonnard, Alexander Calder, Fernand Léger, Marc Chagall, Wassily Kandinsky, Henri Matisse, Jesús Rafael Soto, Antoni Tàpies, Valerio Adami und vielen anderen mehr. Die Sammlung mit über 10.000 Werken sowie die thematischen Ausstellungen oder Retrospektiven, die die Fondation organisiert, zieht jährlich mehr als 200.000 Besucher aus aller Welt an.
Die integrierte Bibliothek ist für das Publikum täglich geöffnet, sie bietet mehr als 30.000 Bände über moderne und zeitgenössische Kunst.
Direktor war von 1969 bis 2004 Jean Louis Prat, einer der international bedeutenden Chagall-Experten und Vorsitzender des „Comité Marc Chagall“ in Paris. Nachfolger waren Dominique Païni, Michel Enrici und Isabelle Maeght, die Schwiegertochter Aimé Maeghts. Von 2011 bis 2017 bekleidete Olivier Kaeppelin das Amt des Direktors, sein Nachfolger seit 2018 ist Nicolas Gitton.

## Film
- Die Saga Maeght. Frankreich, 2007, 52 Min. Regie: Valerie Exposito, Cyril de Turckheim
- Aimé Maeght und seine Künstler. (Aimé Maeght, Begründer der Kunsthändler- und Galeristendynastie Maeght). Frankreich, 2007, 52 Min. Regie: Cyril de Turckheim